# Romance voor viool en piano in C majeur
De Romance voor viool en piano in C Majeur is een compositie van Knudåge Riisager.
Ten tijde van de opname voor Dacapo stond deze romance te boek als de eerste compositie van de Deen. Daarbij moet rekening gehouden worden met het feit dat de componist een aantal van zijn vroege werken heeft vernietigd. De stijl van dit werk, dat dateert uit 1914, is romantisch, een stijl die Riisager zou loslaten om zijn eigen weg te gaan. Het is opgedragen aan Henrikke Riisager, zijn moeder. Riisager zelf studeerde viool ten tijde van het schrijven van dit werkje. 